# Colin Trevorrow

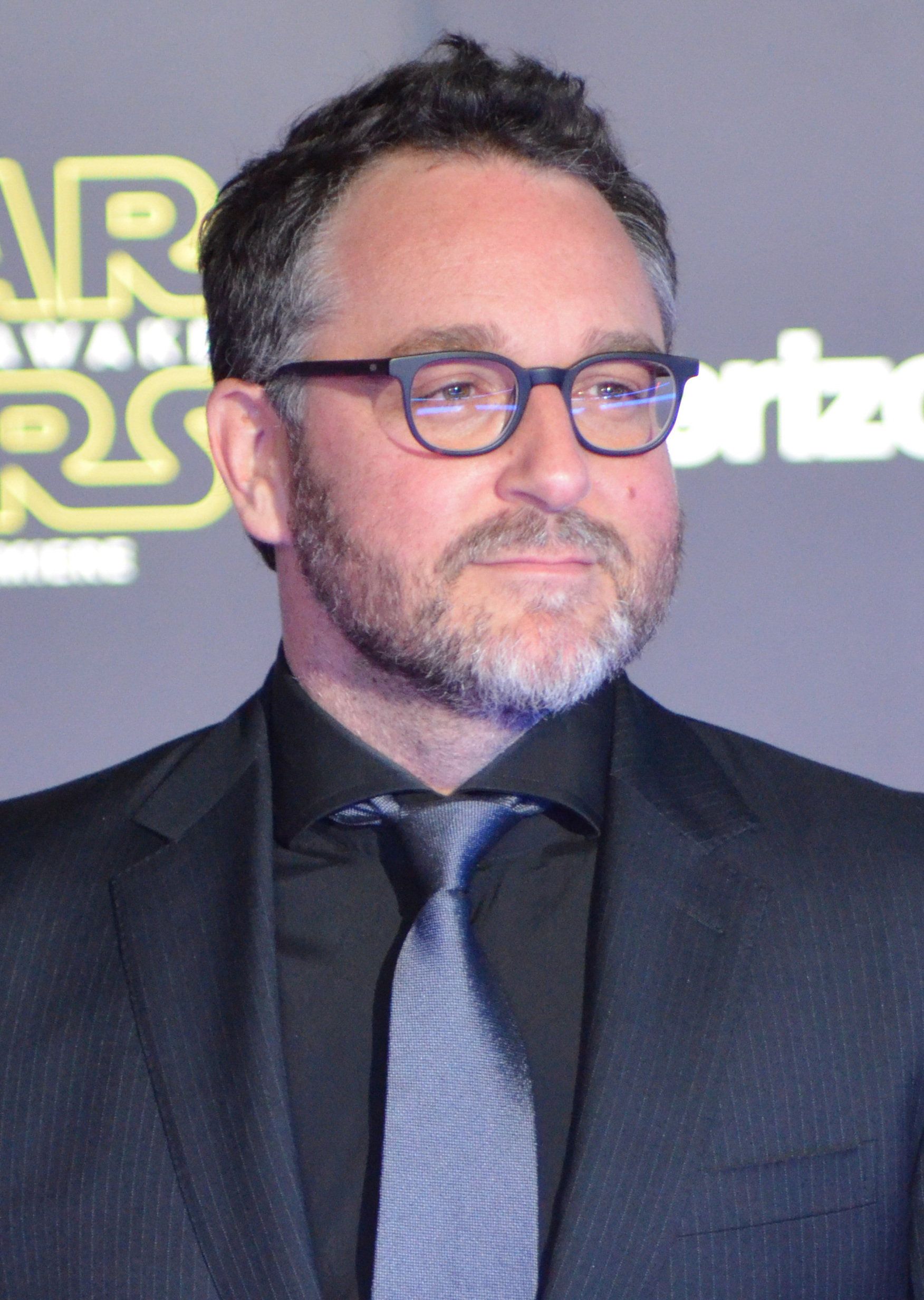
Colin Trevorrow (2015)

Colin Terrence Trevorrow (* 13. September 1976 in San Francisco, Kalifornien) ist ein US-amerikanischer Filmregisseur, Drehbuchautor und Produzent.

## Leben
Colin Trevorrow wuchs im kalifornischen Oakland auf. Er studierte an der Tisch School of the Arts der New York University. In New York lernte er den späteren Drehbuchautor Derek Connolly kennen, während beide als Praktikanten bei Saturday Night Live tätig waren.
2002 drehte er seinen ersten Kurzfilm Home Base. Seit 2008 arbeitet er an allen Drehbüchern gemeinsam mit Derek Connolly zusammen. 2012 entstand die Komödie Journey of Love – Das wahre Abenteuer ist die Liebe, bei der Trevorrow Regie führte und Connolly das Drehbuch schrieb.
2015 erschien die unter seiner Regie entstandene Jurassic-Park-Fortsetzung Jurassic World. Als nächstes Projekt des Duos ist ein Remake des Science-Fiction-Films Der Flug des Navigators angekündigt. Mitte August 2015 wurde bekannt, dass er Star Wars: Der Aufstieg Skywalkers inszenieren werde. Anfang September 2017 trennten sich jedoch die Wege von Disney und Trevorrow, woraufhin J. J. Abrams die Leitung des Projekts übernahm. Trevorrow wird dennoch in den Credits des fertigen Films für seine Beteiligung an der Storyentwicklung genannt. 2018 erschien der Film Jurassic World: Das gefallene Königreich, bei welchem er als Drehbuchautor mitwirkte. Im Juni 2022 wurde der von im inszenierte Jurassic World: Ein neues Zeitalter veröffentlicht. Hier war er erneut als Drehbuchautor beteiligt.
Trevorrow lebt mit seiner aus Frankreich stammenden Frau Isabelle und zwei Kindern in Burlington, Vermont.

## Filmografie (Auswahl)
- 2002: Home Base (Kurzfilm, Regie und Drehbuch)
- 2003: Making Revolution (Drehbuch)
- 2004: Reality Show (Dokumentarfilm, Regie)
- 2005: Gary: Under Crisis (Fernsehfilm, Regie und Drehbuch)
- 2012: Journey of Love – Das wahre Abenteuer ist die Liebe (Safety Not Guaranteed, Regie)
- 2015: Jurassic World (Regie, Drehbuch)
- 2017: The Book of Henry (Regie)
- 2018: Jurassic World: Das gefallene Königreich (Jurassic World: Fallen Kingdom, Drehbuch)
- 2019: Battle at Big Rock (Kurzfilm, Regie und Drehbuch)
- 2022: Jurassic World: Ein neues Zeitalter (Jurassic World Dominion, Regie, Drehbuch)
- 2025: Deep Cover (Drehbuch)